# Filips van Sleeswijk-Holstein-Gottorp
Filips van Sleeswijk-Holstein-Gottorp (10 augustus 1570 - 18 oktober 1590) was van 1587 tot aan zijn dood hertog van Sleeswijk-Holstein-Gottorp. Hij behoorde tot het huis Sleeswijk-Holstein-Gottorp.

## Levensloop
Filips was de tweede zoon van hertog Adolf I van Sleeswijk-Holstein-Gottorp en diens echtgenote Christina, dochter van landgraaf Filips I van Hessen.
Na de dood van zijn oudere broer Frederik II in 1587 werd hij op 17-jarige leeftijd hertog van Sleeswijk-Holstein-Gottorp. Na drie jaar regeren stierf Filips in oktober 1590 op amper 20-jarige leeftijd. Omdat hij door zijn jonge leeftijd ongehuwd en kinderloos gebleven was, werd hij als hertog van Sleeswijk-Holstein-Gottorp opgevolgd door zijn jongere broer Johan Adolf.